# Panama op de Olympische Zomerspelen 2012
Panama nam deel aan de Olympische Zomerspelen 2012 in Londen, Verenigd Koninkrijk.

## Deelnemers en resultaten
(m) = mannen, (v) = vrouwen

### Atletiek
Mannen
| Olympiër        | Onderdeel       | Resultaat | Prestatie                                 |
| --------------- | --------------- | --------- | ----------------------------------------- |
| Alonso Edward   | 200m (m)        | DSQ       | serie 5: gediskwalificeerd                |
| Irving Saladino | verspringen (m) | DNF       | kwalificatie groep B: geen geldige sprong |
|                 |                 |           |                                           |
| Andrea Ferris   | 800m (v)        | 25e       | serie 2: 5de in 2.05,59                   |

### Boksen
| Olympiër     | Onderdeel | Resultaat | Prestatie                           |
| ------------ | --------- | --------- | ----------------------------------- |
| Juan Huertas | -60kg (m) | 17e       | 1ste ronde: V van PUR Verdejo: 5-11 |

### Judo
| Olympiër          | Onderdeel | Resultaat | Prestatie                                             |
| ----------------- | --------- | --------- | ----------------------------------------------------- |
| Omar Simmonds Pea | -81kg (m) | 17e       | 1ste ronde: vrij 2de ronde: V van BEL Bottieau: ippon |

### Taekwondo
| Olympiër          | Onderdeel | Resultaat | Prestatie                                                             |
| ----------------- | --------- | --------- | --------------------------------------------------------------------- |
| Carolena Carstens | -49kg (v) | 7e        | kwalificatie: V van ESP Yagüe 2-7 herkansingen: V van MEX Alegría 2-7 |

### Zwemmen
| Olympiër       | Onderdeel            | Resultaat | Prestatie               |
| -------------- | -------------------- | --------- | ----------------------- |
| Edgar Crespo   | 100m schoolslag (m)  | 35e       | serie 2: 4de in 1.02,18 |
| Diego Castillo | 200m vlinderslag (m) | 35e       | serie 1: 3de in 2.04,72 |

Afghanistan · Albanië · Algerije · Amerikaanse Maagdeneilanden · Amerikaans-Samoa · Andorra · Angola · Antigua en Barbuda · Argentinië · Armenië · Aruba · Australië · Azerbeidzjan · Bahama's · Bahrein · Bangladesh · Barbados · België · Belize · Benin · Bermuda · Bhutan · Bolivia · Bosnië en Herzegovina · Botswana · Brazilië · Britse Maagdeneilanden · Brunei · Bulgarije · Burkina Faso · Burundi · Cambodja · Canada · Centraal-Afrikaanse Republiek · Chili · China · Chinees Taipei · Colombia · Comoren · Congo-Brazzaville · Congo-Kinshasa · Cookeilanden · Costa Rica · Cuba · Cyprus · Denemarken · Djibouti · Dominica · Dominicaanse Republiek · Duitsland · Ecuador · Egypte · El Salvador · Equatoriaal-Guinea · Eritrea · Estland · Ethiopië · Fiji · Filipijnen · Finland · Frankrijk · Gabon · Gambia · Georgië · Ghana · Grenada · Griekenland · Groot-Brittannië · Guam · Guatemala · Guinee · Guinee‑Bissau · Guyana · Haïti · Honduras · Hongarije · Hongkong · Ierland · IJsland · India · Indonesië · Irak · Iran · Israël · Italië · Ivoorkust · Jamaica · Japan · Jemen · Jordanië · Kaaimaneilanden · Kaapverdië · Kameroen · Kazachstan · Kenia · Kirgizië · Kiribati · Koeweit · Kroatië · Laos · Lesotho · Letland · Libanon · Liberia · Libië · Liechtenstein · Litouwen · Luxemburg · Macedonië · Madagaskar · Malawi · Maldiven · Maleisië · Mali · Malta · Marshalleilanden · Marokko · Mauritanië · Mauritius · Mexico · Micronesië · Moldavië · Monaco · Mongolië · Montenegro · Mozambique · Myanmar · Namibië · Nauru · Nederland · Nepal · Nicaragua · Nieuw-Zeeland · Niger · Nigeria · Noord-Korea · Noorwegen · Oeganda · Oekraïne · Oezbekistan · Oman · Oostenrijk · Oost-Timor · Pakistan · Palau · Palestina · Panama · Papoea-Nieuw-Guinea · Paraguay · Peru · Polen · Portugal · Puerto Rico · Qatar · Roemenië · Rusland · Rwanda · Saint Kitts en Nevis · Saint Lucia · Saint Vincent en Grenadines · Salomonseilanden · Samoa · San Marino · Sao Tomé en Principe · Saoedi-Arabië · Senegal · Servië · Seychellen · Sierra Leone · Singapore · Slovenië · Slowakije · Soedan · Somalië · Spanje · Sri Lanka · Suriname · Swaziland · Syrië · Tadzjikistan · Tanzania · Thailand · Togo · Tonga · Trinidad en Tobago · Tsjaad · Tsjechië · Tunesië · Turkije · Turkmenistan · Tuvalu · Uruguay · Vanuatu · Venezuela · Verenigde Arabische Emiraten · Verenigde Staten · Vietnam · Wit-Rusland · Zambia · Zimbabwe · Zuid-Afrika · Zuid-Korea · Zweden · Zwitserland · Onafhankelijke atleten